# Ашрафов, Балоглан Ханоглан оглы
Балоглан Ханоглан оглу Ашрафов (азерб. Baloğlan Əşrəfov; 8 октября 1951, Бадалан, Масаллинский район — 26 апреля 2021, Баку) — азербайджанский певец, заслуженный артист Азербайджана (2007). Исполнял песни на азербайджанском и талышском языках.

## Биография
Балоглан Ашрафов родился в 8 октября 1951 года в селе Бадалан Масаллинского района. Талыш. Наряду с окончанием в 1968 году местной средней школы, окончил курсы игры на таре в музыкальной школе района.
В 1978 году, окончив факультет филологии в АГУ, устроился на работу преподавателем в сельской школе, где проработал 5 лет.
В 1971 году стал победителем олимпиады «Turac təranələri», проводившейся азербайджанским радио.
В 1974 году, став победителем Всесоюзного фестиваля молодых и трудящихся, получил диплом из рук Шовкет Алекперовой. После этого певец в составе ансамбля Ислама Рзаева провёл тур по различным районам и сёлам Азербайджана.
В 1989 году выступил в составе им же созданного ансамбля «Шахрияр» в крупных концертных залах города Баку. Давал концерты во многих крупных городах СНГ, а также в Турции, Ираке и Германии.
8 марта 2007 года попал в Центральную клиническую больницу в Баку, где ему поставили диагноз — цирроз печени. 31 марта 2007 года в турецкой больнице «Мемориал» ему была пересажена печень. Турецкий и азербайджанский предприниматель Мубариз Мансимов стал донором. Сам Балоглан Ашрафов после этого стал считать себя заново рождённым. Уже вскоре после операции он записал несколько новых песен, и продолжил свои выступления.
В 2007 году удостоен звания заслуженного артиста Азербайджана.
Скончался 26 апреля 2021 года от коронавируса, о чём сообщил продюсер Тарих Алиев. Незадолго до смерти артист заразился коронавирусом COVID-19 и тяжело переносил болезнь. Похоронен в с. Бадалан.